# (2535) Hämeenlinna
(2535) Hämeenlinna ist ein Asteroid des Hauptgürtels, der am 17. Februar 1939 von dem finnischen Astronomen Yrjö Väisälä in Turku entdeckt wurde.
Der Asteroid ist nach der Stadt Hämeenlinna benannt.